# Japanagromyza frosti
Japanagromyza frosti är en tvåvingeart som beskrevs av Frick 1952. Japanagromyza frosti ingår i släktet Japanagromyza och familjen minerarflugor.
Artens utbredningsområde är Costa Rica. Inga underarter finns listade i Catalogue of Life.